# Hans Willem van Aylva (1633-1691)

Hans Willem van Aylva

Hans Willem van Aylva (Holwerd, ca. 1633 - bij Leuven, 21 februari 1691), werd geboren op de State Brandstede te Holwerd als zoon van Hessel van Aylva, kolonel der infanterie, en de Oostenrijkse gravin Elisabeth Althan. Hij verwierf zich de bijnaam de Ontzaglijke, als ritmeester, opvolger van Tjerk Hiddes de Vries en luitenant-admiraal van een eskader, uitgereed door de Admiraliteit van Friesland. Hij nam samen met Enno Doedes Star deel aan de Tocht naar Chatham.

## Rampjaar
Zijn legertje stond aan de Rijn toen Lodewijk XIV op 12 juni 1672 bij extreem laag water de rivier overstak en de prins van Condé gewond raakte en geruime tijd was uitgeschakeld. Hij verdedigde als luitenant-generaal Friesland tegen Bernard von Galen en de Münsterse troepen, die vanuit het zuiden de Lindelinie aanvielen, nadat Coevorden was gevallen. Hij trok zich terug via Hasselt en bleek in zijn verdediging een veldheer met een eigen tactiek door de vijandelijke doortocht te vertragen. Hij voerde een guerrilla in de buurt van Heerenveen, dat wil zeggen Katlijk, De Blesse, Lemmer en Kuinre door bruggen te verwoesten en het land te inunderen. Van Aylva verschanste zich bij Oude Schouw.
Gravin Albertine Agnes van Nassau liet op 19 juli 1672 krachtig optreden toen de linie langs de noordzijde van het riviertje de Linde te zwak bleek. Onder leiding van luitenant-admiraal baron Hans Willem van Aylva ging het er rond de schansen van deze Friese waterlinie soms heftig aan toe. Op 23 juli trok hij zijn troepen samen bij Frieschepalen en Stroobos. Op 1 augustus bleek dat de sluisdeuren bij Makkum bij eb niet waren dichtgehouden en de inundatie dreigde te mislukken. Het hoofdkwartier liet hij verplaatsen naar Tietjerk.
Von Galen slaagde erin tot vlak voor de stelling Heerenveen te komen, maar die was versterkt met een aarden wal en dubbele grachten. De bezetting bestond uit burgercompagnieën: schutters uit Leeuwarden en Franeker, en geregelde troepen, allen onder het bevel van graaf Johan Maurits van Nassau-Dietz, erfstadhouder Hendrik Casimir II, generaal Carl von Rabenhaupt en Van Aylva zelf. Het Münsterse leger viel in de nacht van 18 op 19 augustus 1672 tot driemaal toe aan, maar de aanvallen werden steeds afgeslagen, waardoor het Friesland niet verder kon binnendringen. De strijd verplaatste zich naar Overijssel. Op 2 september 1672 werd Blokzijl bijgestaan door Friese troepen en een Hollandse vloot; de bisschop trok zich terug. Op 29 september deden de Münsterse troepen een aanval op De Blesse. Er werden vijftien officieren gevangengenomen en het Friese regiment raakte zijn commandant kwijt.

## Steenwijk
Aylva werd in 1673 onder het opperbevel van de veel oudere Johan Maurits van Nassau-Siegen gesteld en benoemd tot gouverneur van Coevorden.
De Münsterse troepen slaagden er tijdens het offensief in augustus 1673 in achter de Lindestelling te komen. Zij hadden bij deze actie de weg van Steenwijk naar Wolvega afgeschermd, om zo een eventuele terugtocht naar de vesting Steenwijk mogelijk te maken. Op 29 augustus kwam er echter een zware noordwesterstorm opzetten, die het water in de Linde hoog opjoeg. De weg naar Steenwijk kwam daarbij geheel onder water te staan. De Münsterse troepen trokken daarop met hun Franse huurleger in paniek terug, vrezende dat zij bij een eventuele tegenaanval van de Friezen klem zouden komen te zitten. Bij deze terugtocht werden hele dorpen verbrand, en vele soldaten verdronken, terwijl veel wagens, paarden en wapens verloren gingen, omdat alles in de modder wegzakte. In oktober 1673 verliet de bisschop Steenwijk, en kwam er een vredesovereenkomst tot stand.

## Latere loopbaan
Aylva raakte gewond in 1674 bij de Slag bij Seneffe tegen Lodewijk II van Bourbon-Condé. In 1690 vocht hij nog eens onder de graaf van Waldeck tegen de Fransen bij Fleurus. Het jaar erna, toen hij het bevel had over de krijgsmacht van de Verenigde Nederlanden in Brabant, overleed hij aan de gevolgen van een val van zijn paard. Hij werd in Holwerd begraven.
Naast de state Brandstede bezat Aylva ook het Holdingahuis in de Grote Kerkstraat te Leeuwarden. Na de dood van de staatsgezinde Hans Willem werd dit gebouw door zijn erfgenamen verhuurd aan de Gedeputeerde Staten van Friesland en werd de Landschapsmunt erin gevestigd.

## Huwelijk en kinderen
Van Aylva trouwde op 12 december 1658 te Holwerd met zijn achter-achternicht, Frouck van Aylva (1643-1689). Zij was een dochter van Ulbe van Aylva, grietman van Baarderadeel, en Hylck van Lycklama. Hans Willem en Frouck kregen vijf kinderen van wie vier de volwassen leeftijd bereikten:
- Ulbe van Aylva (1659-1725), trouwde met Amarentiana Helena van Aylva, dochter van Scipio Meckema van Aylva en Lisck van Eysinga. Ulbe was achtereenvolgens grietman van Idaarderadeel en grietman van Oostdongeradeel
- Elisabeth van Aylva (1662-1734), trouwde met Ernst van Aylva, zoon van Ernst Sicco van Aylva en Anna van Cammingha.
- Juliana Agatha van Aylva (1664-1700), trouwde met Tjalling Homme van Camstra, zoon van Tjalling van Camstra en Lucia Helena van Aebinga.
- Hessel van Aylva (1667-1694), was militair en overleed aan een verwonding die hij opliep in de Slag bij Neerwinden (1693).